# José Hernández (astronauta)

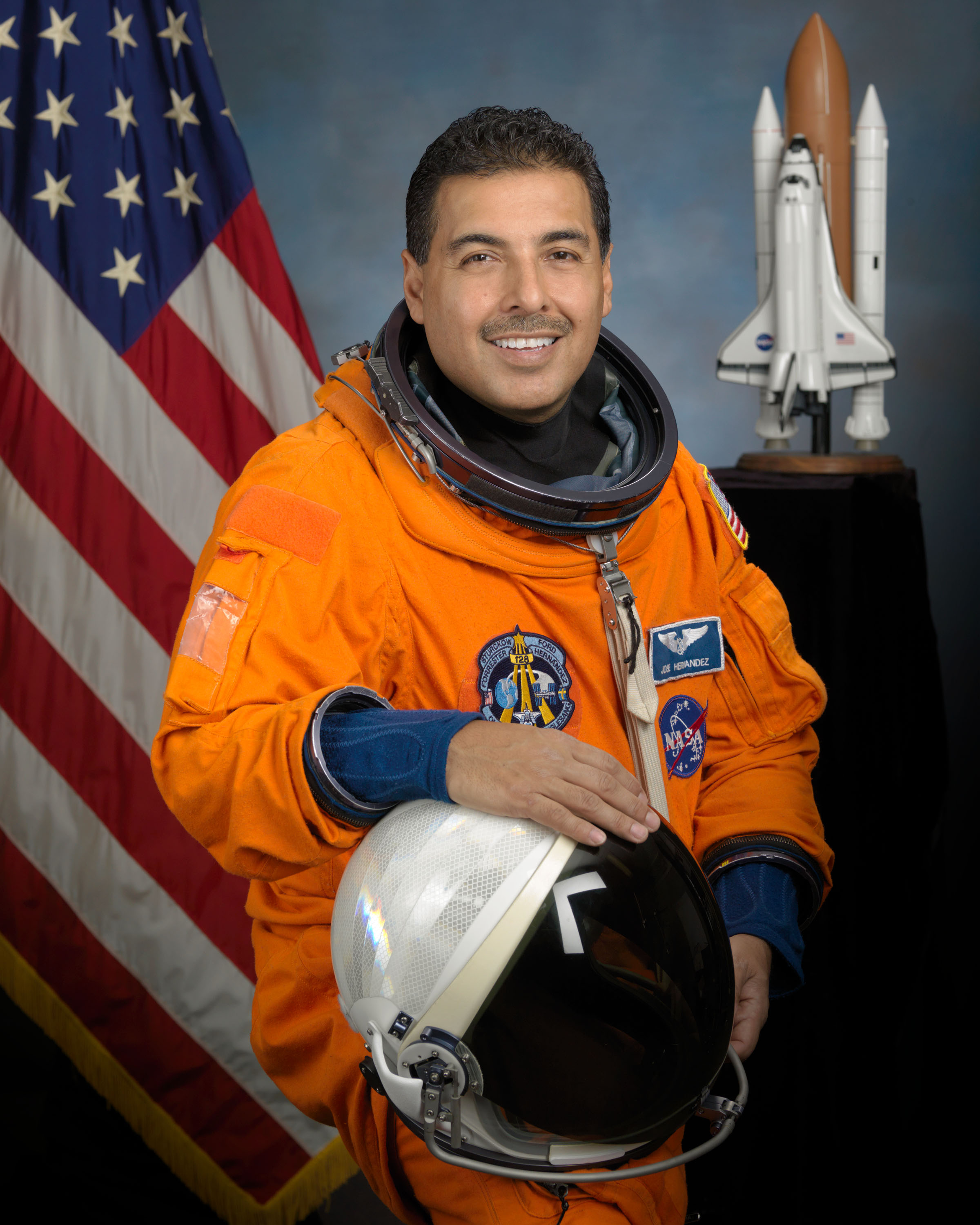
José Hernández (2009)

José Moreno Hernández (ur. 7 sierpnia 1962 w French Camp, stan Kalifornia, USA) – inżynier elektrotechnik, były astronauta NASA, syn meksykańskich imigrantów.

## Wykształcenie oraz praca zawodowa
- 1980 – ukończył szkołę średnią w Stockton, stan Kalifornia.
- 1984 – został absolwentem University of the Pacific(inne języki) w Stockton (Kalifornia) otrzymując licencjat z elektrotechniki.
- 1986 – na University of California w Santa Barbara uzyskał tytuł magistra z elektrotechniki i informatyki.
- 1987-2001 – pracował w Lawrence Livermore National Laboratory w Kalifornii.

## Praca w NASA i kariera astronauty
- 1998-2000 – bez powodzenia starał się o przyjęcie do 17 i 18 grupy astronautów NASA.
- 2001 – na stanowisku inżyniera rozpoczął pracę w Johnson Space Center. Był w grupie naziemnego wsparcia misji wahadłowców oraz Międzynarodowej Stacji Kosmicznej.
- 2004 – 6 maja został przyjęty do korpusu amerykańskich astronautów (grupa NASA-19(inne języki)) jako kandydat na specjalistę misji.
- 2006 – 10 lutego zakończył szkolenie podstawowe i został skierowany do pracy w Biurze Astronautów NASA w wydziale zajmującym się eksploatacją wahadłowców.
- 2008 – 16 lipca powierzono mu funkcję specjalisty misji w załodze STS-128. Lot miał rozpocząć się w sierpniu 2009[1].
- 2009 – 29 sierpnia na pokładzie wahadłowca Discovery wyruszył w swoją jedyną 13-dniową misję kosmiczną.
- 2011 – 14 stycznia opuścił korpus astronautów NASA[2].

## Nagrody i odznaczenia
- NASA Service Awards (2002, 2003)
- Lawrence Livermore National Laboratory “Outstanding Engineer Award” (2001)
- U.S. Department of Energy “Outstanding Performance Commendation” (2000)
- Society of Mexican American Engineers and Scientists (MAES) “Medalla de Oro” (1999)
- Universal Astronaut Insignia za lot orbitalny (nr 501) – Stowarzyszenie Uczestników Lotów Kosmicznych (Association of Space Explorers(inne języki))[3]

## Wykaz lotów
| Loty kosmiczne, w których uczestniczył José M. Hernández                 | Loty kosmiczne, w których uczestniczył José M. Hernández | Loty kosmiczne, w których uczestniczył José M. Hernández | Loty kosmiczne, w których uczestniczył José M. Hernández | Loty kosmiczne, w których uczestniczył José M. Hernández | Loty kosmiczne, w których uczestniczył José M. Hernández | Loty kosmiczne, w których uczestniczył José M. Hernández |
| Lp.                                                                      | Data startu                                              | Statek kosmiczny                                         | Data lądowania                                           | Statek kosmiczny                                         | Funkcja                                                  | Czas trwania                                             |
| ------------------------------------------------------------------------ | -------------------------------------------------------- | -------------------------------------------------------- | -------------------------------------------------------- | -------------------------------------------------------- | -------------------------------------------------------- | -------------------------------------------------------- |
| 1                                                                        | 29 sierpnia 2009                                         | STS-128 Discovery F-37                                   | 12 września 2009                                         | STS-128 Discovery F-37                                   | specjalista misji                                        | 13 dni 20 godzin 53 minuty i 48 sekund                   |
| Łączny czas spędzony w kosmosie — 13 dni 20 godzin 53 minuty i 48 sekund |                                                          |                                                          |                                                          |                                                          |                                                          |                                                          |